# Сарайчик (село)
Сарайчик (каз. Сарайшық, до 1993 г. — О́пытное) — село в Махамбетском районе Атырауской области Казахстана. Административный центр Сарайчиковского сельского округа. Код КАТО — 235649100.

## Название
Раньше село называлось Опытное (Опытное Поле), а расположенное рядом село Старый Сарайчик носило название Сарайчик.

## География
Сарайчик расположен в центральной части области, на правом берегу реки Урал.

## Население
В 1999 году население села составляло 1939 человек (970 мужчин и 969 женщин). По данным переписи 2009 года, в селе проживало 1900 человек (910 мужчин и 990 женщин).

## Достопримечательности
В селе расположен музей археологических раскопок городища Сарайчика, остатки самого городища расположены ближе к Старому Сарайчику.